# Macaranga longistipulata
Macaranga longistipulata är en törelväxtart som först beskrevs av Wilhelm Sulpiz Kurz, Johannes Elias Teijsmann och Simon Binnendijk, och fick sitt nu gällande namn av Johannes Müller Argoviensis. Macaranga longistipulata ingår i släktet Macaranga och familjen törelväxter. Inga underarter finns listade i Catalogue of Life.